# マイケル・セマニック
マイケル・セマニック（Michael Semanick, 1963年 - ）は、アメリカ合衆国のレコーディング・エンジニアであり、リ・レコーディング・ミキサーとしてクレジットされる。アカデミー録音賞を2度受賞している。

## 受賞歴
| 賞           | 年     | 部門   | 作品名                            | 結果       |
| ------------ | ------ | ------ | --------------------------------- | ---------- |
| アカデミー賞 | 2001年 | 録音賞 | ロード・オブ・ザ・リング          | ノミネート |
| アカデミー賞 | 2002年 | 録音賞 | ロード・オブ・ザ・リング/二つの塔 | ノミネート |
| アカデミー賞 | 2003年 | 録音賞 | ロード・オブ・ザ・リング/王の帰還 | 受賞       |
| アカデミー賞 | 2005年 | 録音賞 | キング・コング                    | 受賞       |
| アカデミー賞 | 2007年 | 録音賞 | レミーのおいしいレストラン        | ノミネート |
| アカデミー賞 | 2008年 | 録音賞 | ウォーリー                        | ノミネート |
| アカデミー賞 | 2008年 | 録音賞 | ベンジャミン・バトン 数奇な人生   | ノミネート |
| アカデミー賞 | 2010年 | 録音賞 | ソーシャル・ネットワーク          | ノミネート |
| アカデミー賞 | 2011年 | 録音賞 | ドラゴン・タトゥーの女            | ノミネート |
| アカデミー賞 | 2013年 | 録音賞 | ホビット 竜に奪われた王国         | ノミネート |
| アカデミー賞 | 2017年 | 録音賞 | スター・ウォーズ/最後のジェダイ   | ノミネート |